# Spiegelplas
De Spiegelplas of Spiegel- en Blijkpolderplas is een natuurgebied ten noordoosten van het dorp Nederhorst den Berg en ten westen van de Ankeveense Plassen, in het noordwesten van de gemeente Wijdemeren. De Spiegelplas maakt deel uit van de Spiegel- en Blijkpolder en als zodanig ook deel van de bezittingen van de Vereniging Natuurmonumenten.
Het totale gebied omvat circa 280 hectare en is ontstaan door turfwinning en de latere zandwinning. Op sommige plaatsen is de plas 45 meter diep en biedt gunstige duik- en zwemmogelijkheden, mede door de grote helderheid van het water.
Het waterpeil in de Vecht staat zo'n 135 centimeter hoger dan in de Spiegelplas. Het waterpeil van de Spiegelplas ligt zo'n 1,7 meter beneden het Normaal Amsterdams Peil (NAP). De Zanderijsluis is de enige toegang voor waterverkeer tot de Spiegelplas. Aan de zuidwestkant van de Spiegelplas staat het opvoergemaal Stichts Ankeveen van het Waterschap Amstel, Gooi en Vecht. Hier wordt water ingelaten voor de Ankeveense Plassen. Het peil in de Ankeveense Plassen is circa 1,35 meter beneden NAP.

## Zandwinning
In 1934 verzocht de Amsterdamsche Ballast Maatschappij (ABM) om zand te zuigen in enige percelen in de Spiegelpolder. Na toestemming werd in 1937 een grote zandzuiger van de Spiegelpolder binnengevaren. Volgens de toenmalige plannen zou de zuiger daar 10 jaar actief zijn en 25 miljoen m3 zand opzuigen. Aanvankelijk werd het zand over een spoor en een lopende band naar de Vecht gebracht en afgevoerd. In 1942 mocht ABM een schutsluis met brug aanleggen en daardoor kon het zand in bakken afgevoerd worden. De bakken werden getrokken door een sleepboot of uit de plas geduwd met een duwboot.
Aanvankelijk kreeg de ABM vergunning om zand tot een diepte tot 20 meter op te zuigen, maar dit werd in diverse stappen verhoogd naar ruim 50 meter. In de herfst van 1969 breidde de ABM de activiteiten uit naar de Blijkpolder. Omstreeks 1970 verdween de oude verbindingsweg met Ankeveen en werd begonnen met de aanleg van een fietspad rond de plas. Medio jaren zeventig protesteerden de bewoners langs de plas over de uitbreiding van de zandwinning. Er was een nieuwe vergunning noodzakelijk en gepoogd werd dit te verhinderen. Ruim 1200 handtekeningen werden verzameld, maar zonder resultaat. In 1980 kwam er een einde aan de zandwinning.
In oktober 1987 kocht de provincie Noord-Holland de Spiegelplas voor één gulden. Ballast Nedam had nog 250.000 gulden betaald om het achterstallige onderhoud aan de brug en sluis weg te werken. De provincie zei echter geen geld te hebben om de sluis te repareren en dreigde deze te sluiten en een vaste dam aan te leggen. Dit leidde tot veel protest van waterrecreanten. De Zanderijsluis, de verbinding tussen de Vecht en de Spiegelplas, werd in 1988 overgedragen aan de provincie Noord-Holland. In de plas waren 1000 ligplaatsen en de sluiting zou leiden tot fors lagere inkomsten voor de jachthavens en watersportverenigingen aan de plas. De sluis bleef behouden. Eerder had de provincie de plas aangewezen als opslagplaats voor vervuild slib uit de Vecht, maar dit plan is ook niet uitgevoerd.
In juni 1998 werd gestart met de renovatie van de sluis en brug. Voor 10 miljoen gulden werden beiden vernieuwd en een aalsluis aangelegd voor de vismigratie. De nieuwe sluis is 40 meter lang en 8 meter breed. Het is daarmee fors kleiner dan de oude sluis die 18 meter breed was en 75 meter lang. Op 24 september 1999 werd de nieuwe sluis en brug officieel geopend.